# نفق أسماك أصفهان
نفق اسماك أصفهان أو أكواريوم أصفهان (بالإنكليزية: Isfahan Aquarium) هو أكبر نفق لأحواض الاسماك تحت الماء في الشرق الأوسط. كما ويُعتبَر أول حوض اسماك في إيران. والذي يقع في مدينة اصفهان. ويُعَد نفق أسماك أصفهان مُربی للأحياء المائية، وهو مكان لتربية الحيوانات أو النباتات المائية ويتكون من جانب شفاف واحد أو أكثر ويكون ممتلئاً بالماء ويمكن اعتبار (اكواريوم اصفهان) معرضاً للحياة البحرية، والذي تم تشييده في حفلات رأس السنة الشمسية الإيرانية (اعياد النوروز) وذلك في شهر أبريل عام 2016م. ويَعرض هذا النفق مختلف أنواع المخلوقات البحرية التي تعيش في المياه المالحة أو العذبة. ويتكون من حوض اسماك من نوع الاسطوانة وأيضاً نفق طويل يفصل بين الزائرين وبين اسماك القرش وكذلك الاسماك الأخرى بواسطة جدار زجاجي حيث يوجد أكثر من 300 نوع من الموجودات البحرية الخاصة بقارات العالم الخمسة.

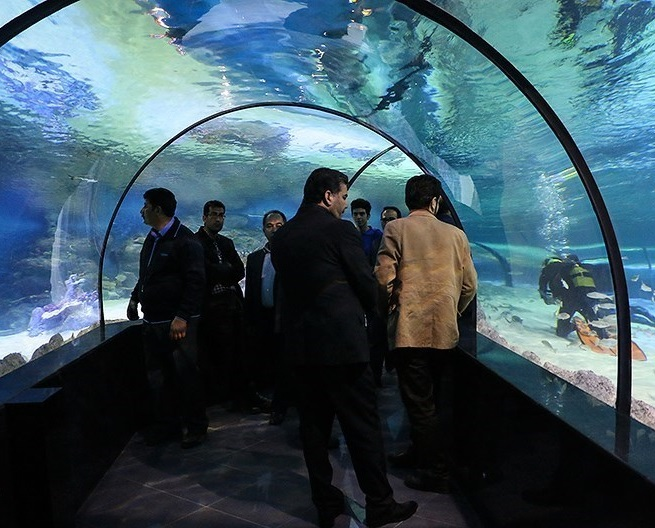
اكواريوم اصفهان

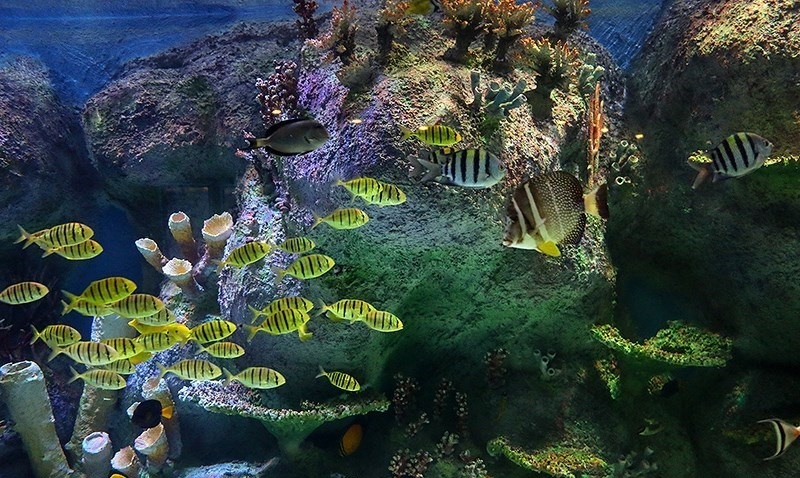
الأسماك بمختلف انواعها داخل الاكواريوم

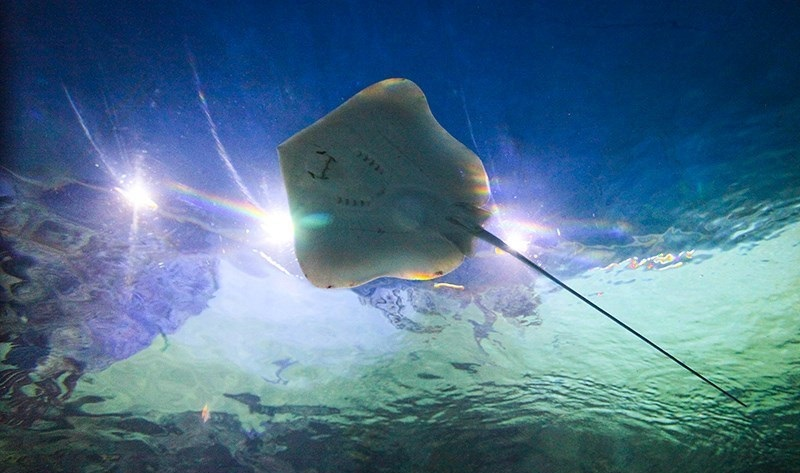
مخلوق بحري داخل النفق

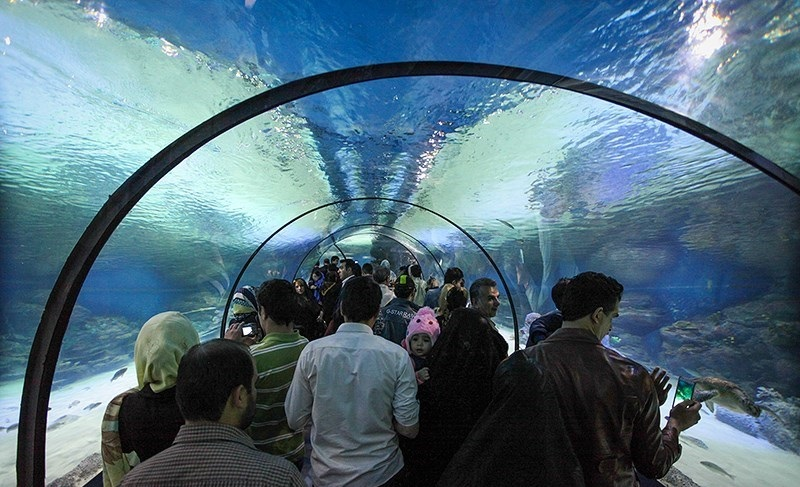
الزائرين داخل أحد انفاق الاكواريوم

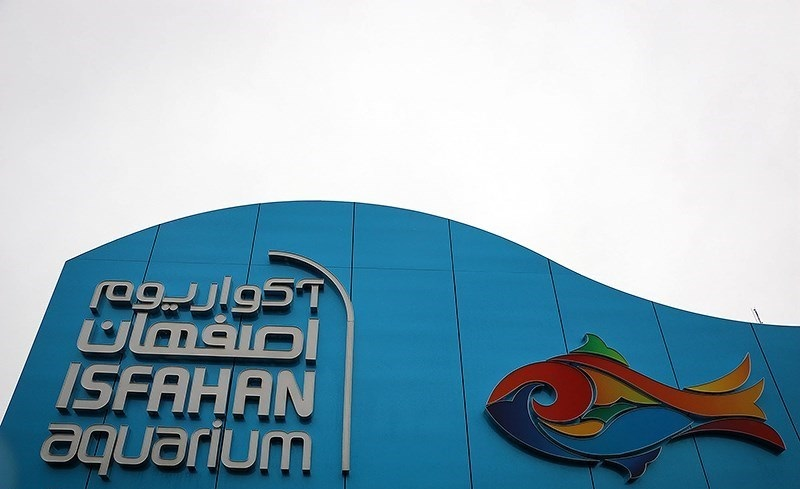
بوابة نفق اسماك أصفهان

## الإفتتاح
تم افتتاح اكواريوم اصفهان بمناسبة اعياد النوروز الإيرانية عام 2016م ليكون بذلك أكبر نفق اسماك في الشرق الأوسط. حيث افتَتَح مساعد رئيس الجمهورية ورئيس منظمة التراث الثقافي والسياحة والصناعات اليدوية مسعود سلطاني فر، في مدينة أصفهان وسط إيران، أكبر حوض اسماك (أكواريوم) وحديقة للزواحف في إيران.
- ويُستَخدَم الأكواريوم لوضع الأسماك، واللافقاريات المائية، والبرمائيات، والسلاحف، والنباتات المائية.

## الموقع
يقع نفق حوض اسماك اصفهان في متنزه «ناجوان» بمحافظة اصفهان (وسط).

## المساحة
تبلغ مساحة هذه المجموعة السياحية قرابة ثلاثة آلاف وخمسمائة متر مربع، وهو منخفض عن سطح الأرض بعمق ستة أمتار.
تحتوي المجموعة على 33 حوض للأسماك، خمسة منها بحجم عشرة أمتار وتحتوي عالم الحيوانات المائية التي تعيش على عمق 35 متراً تحت الماء، وتحتوي بداخلها على حجم ألف وثمانين متراً مكعباً من الماء.
وبإمكان زواره أن يشاهدوا على أطراف مسيرهم وفوق رؤوسهم، أجمل وأندر أنواع الحيوانات البحرية والمائية، وأن يعيشوا في جو محيطيّ ومائي خلال زيارتهم للمجموعة الخلابة.

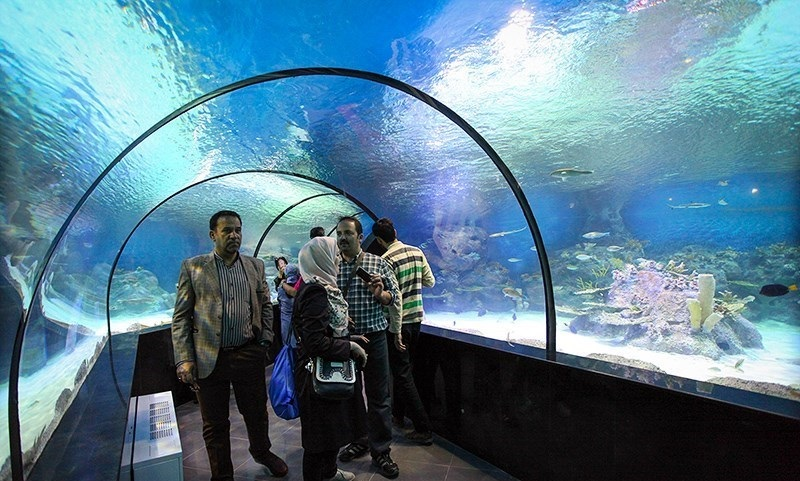

## الأنواع
تحتوي هذه المجموعة على الاحياء البحرية الجميلة والنادرة عالمياً، كما وتحتوي الاحواض على مختلف الاحياء المائية من 5 محيطات بالعالم منها اسماك المياه المالحة والعذبة و«ستار فيش» وغيرها من الاحياء المائية الجميلة.

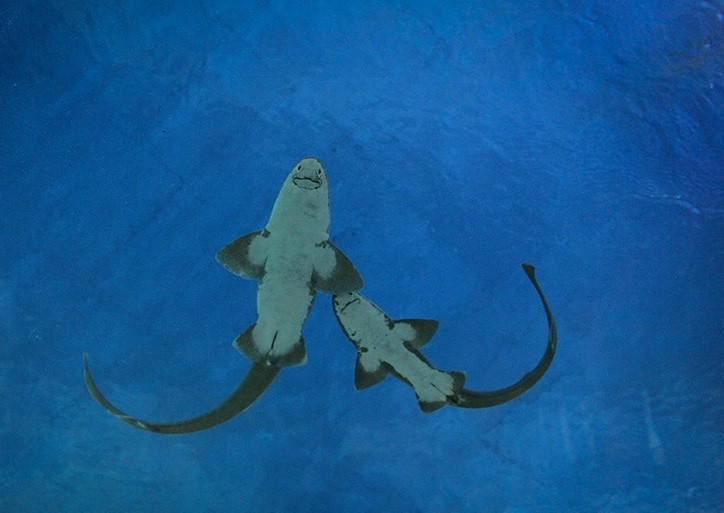

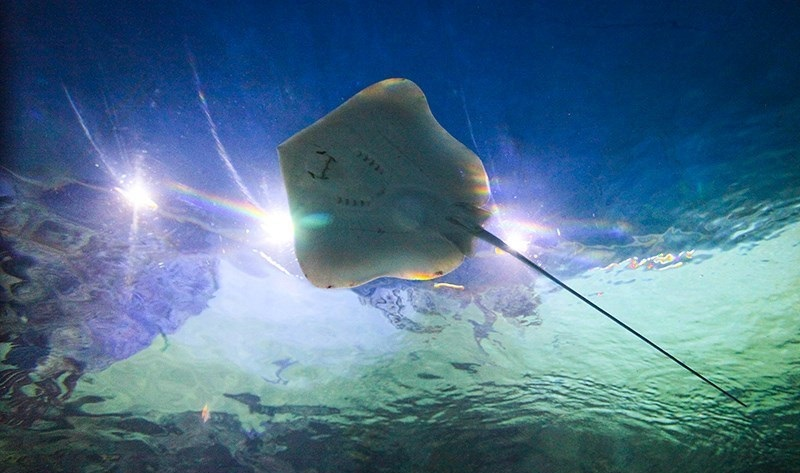

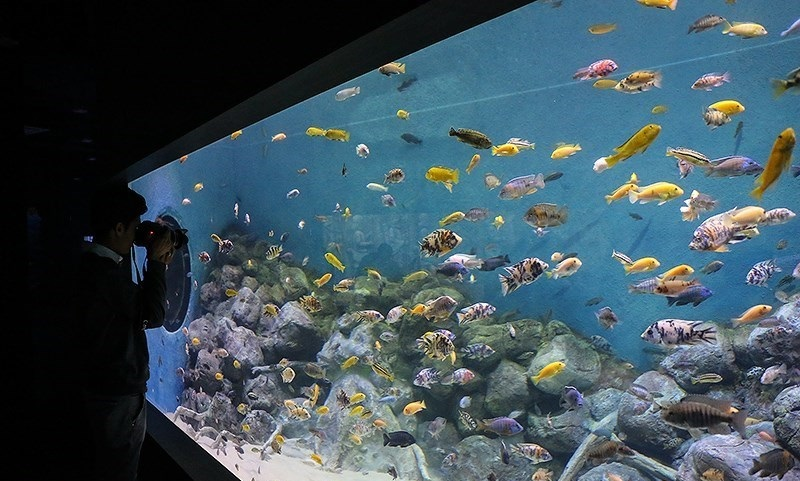

## معرض الصور

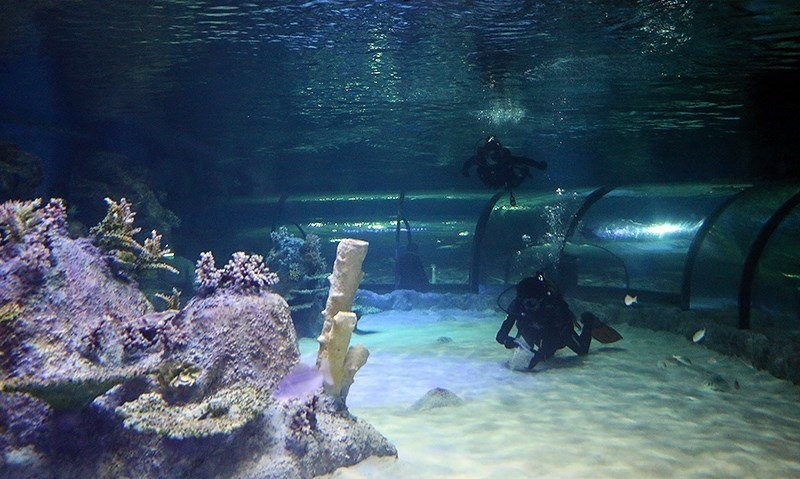
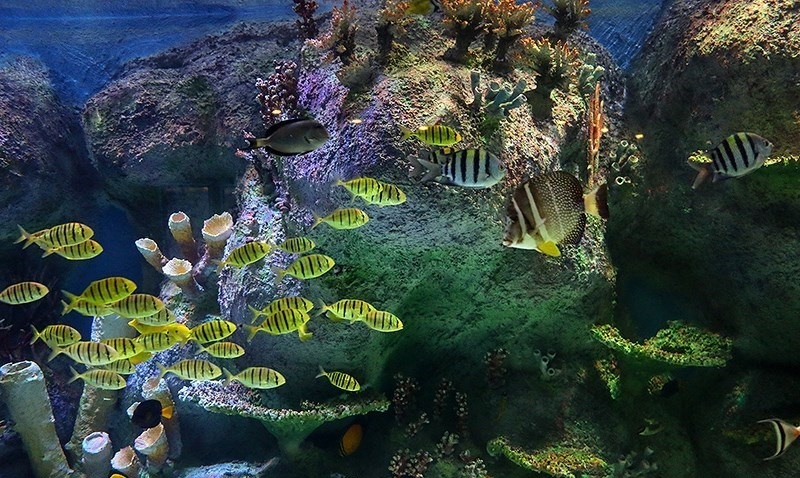
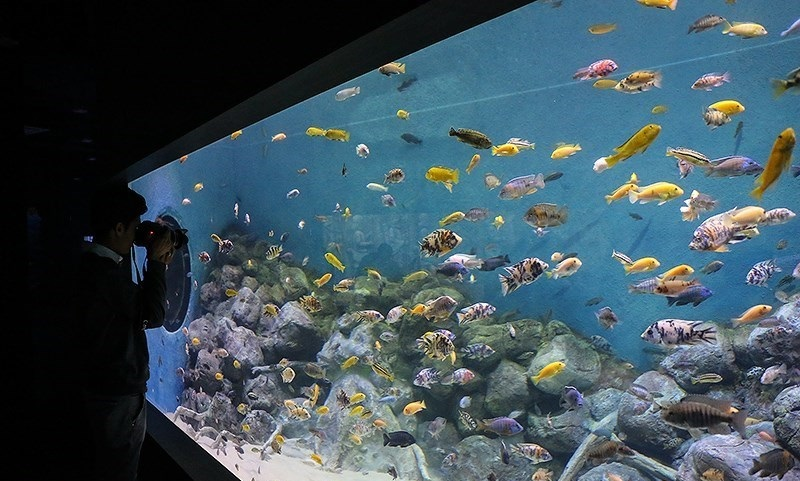
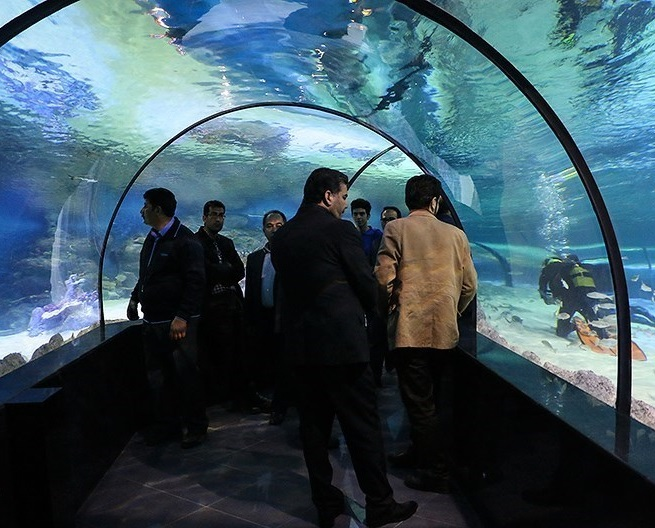
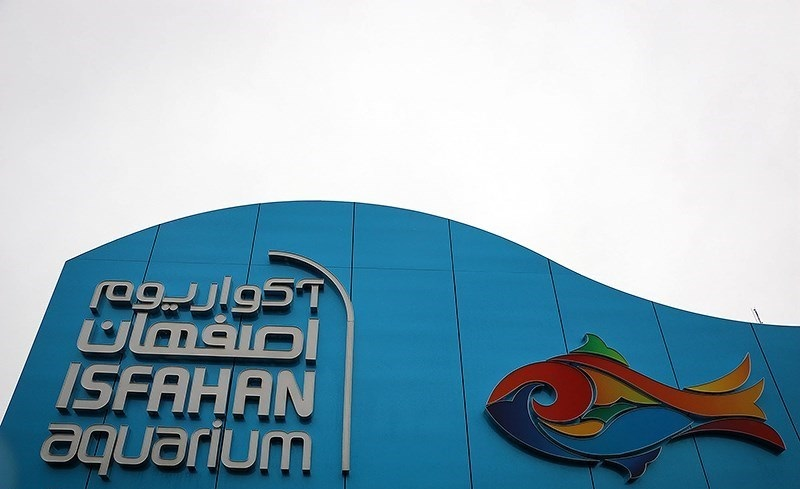
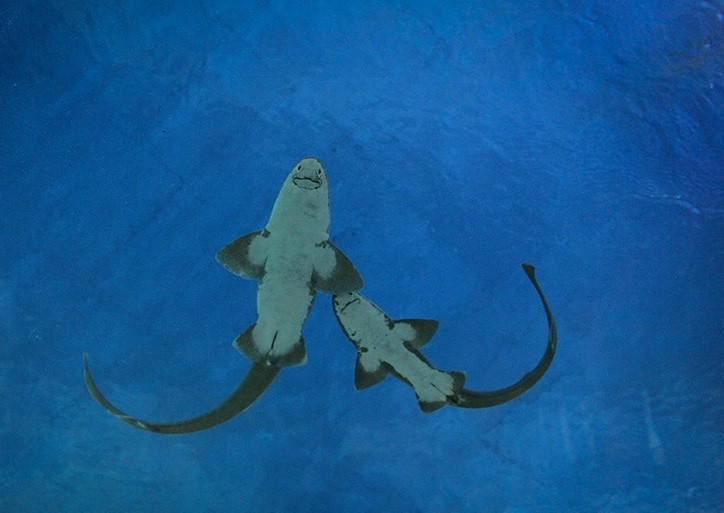
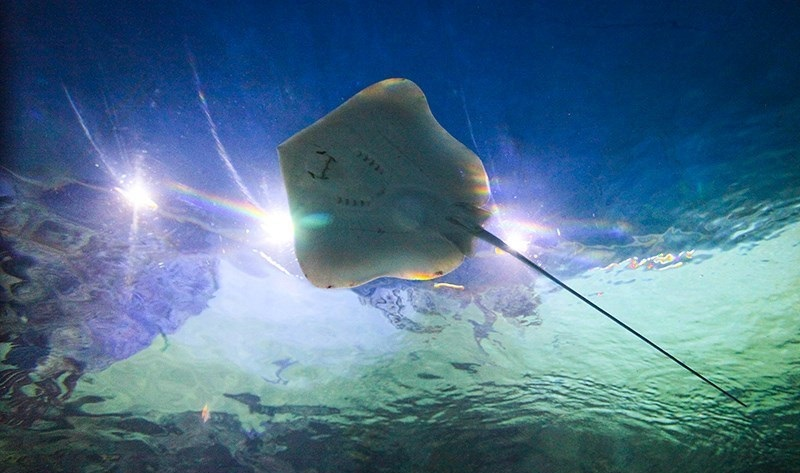
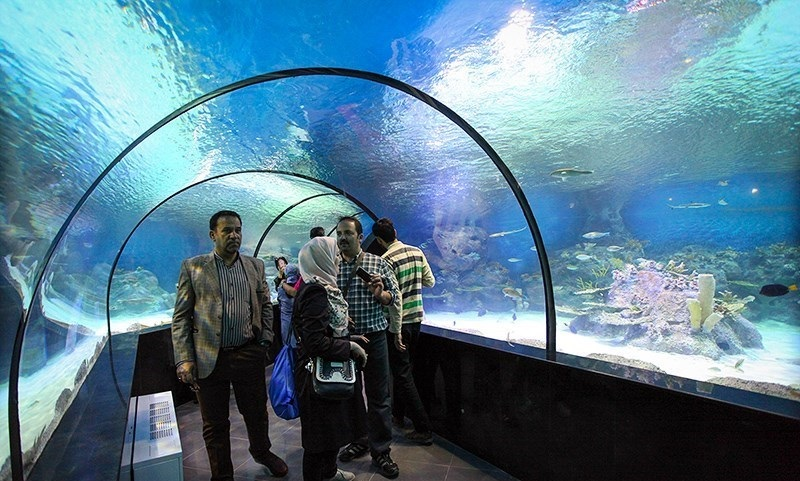
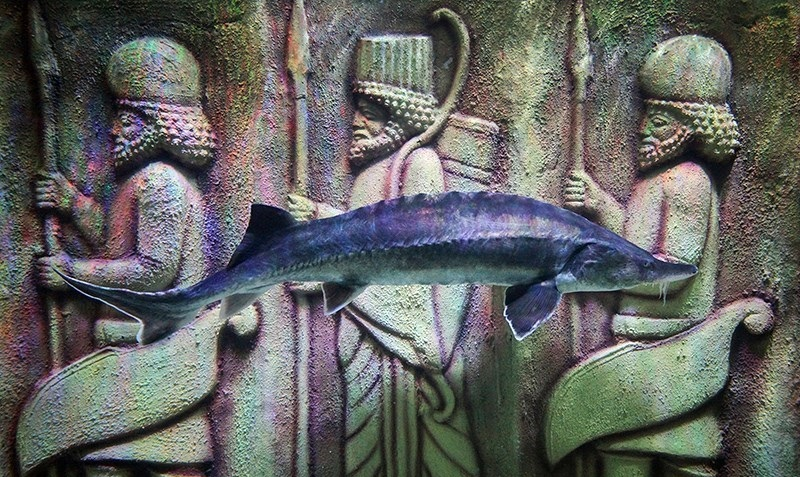
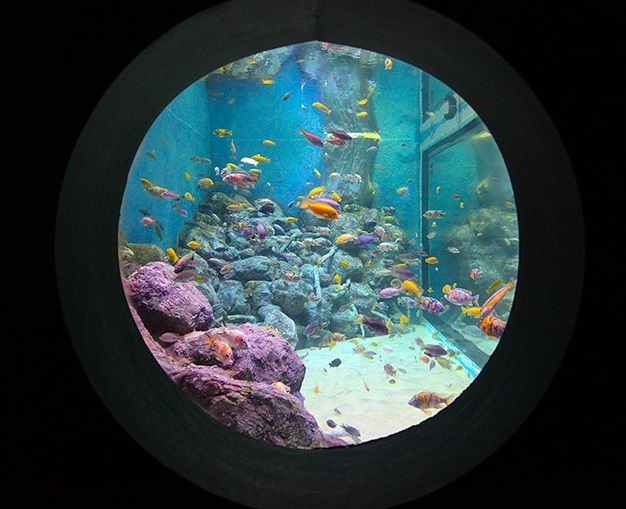
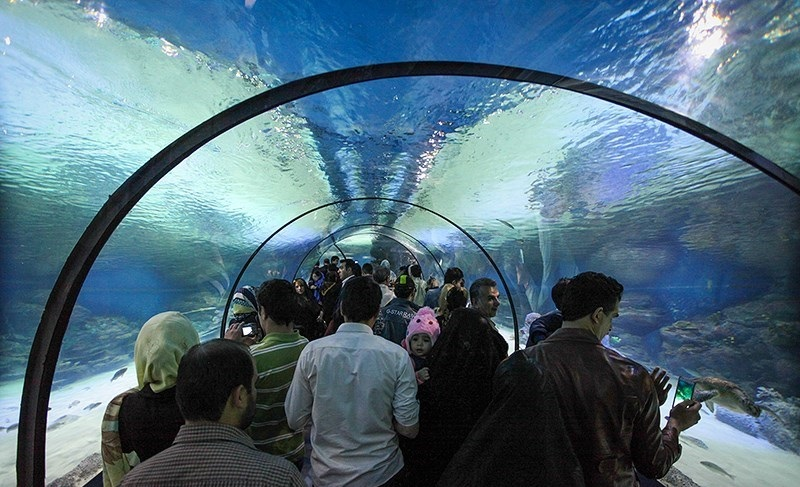
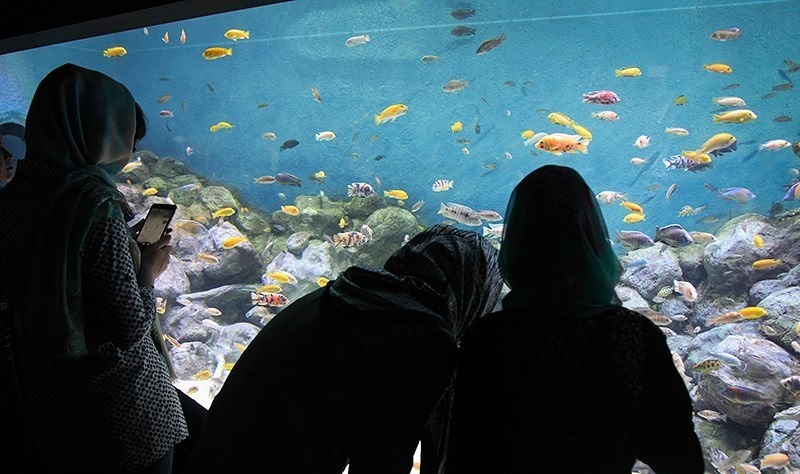
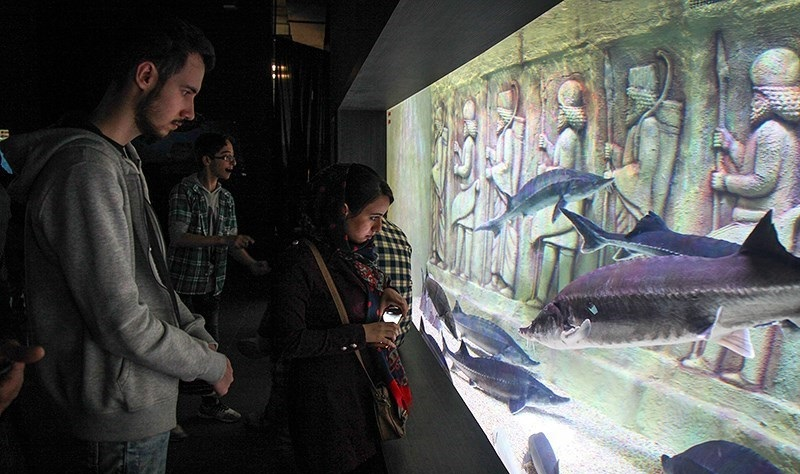
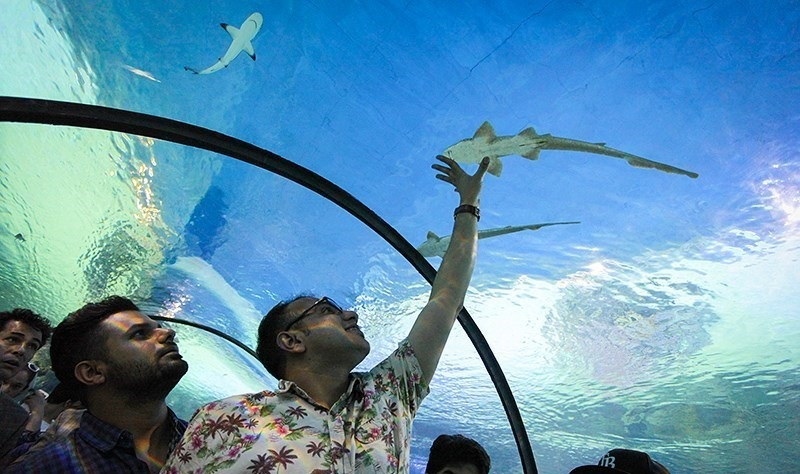